# Сторожаков, Алексей Николаевич
Алексей Николаевич Сторожаков (1917—1941) — участник Великой Отечественной войны, заместитель командира эскадрильи 154-го истребительного авиационного полка (39-я истребительная авиационная дивизия, Северный фронт), старший лейтенант. Герой Советского Союза.

## Биография
Родился 12 февраля 1917 года в селе Кагальник области Войска Донского (ныне Азовского района Ростовской области) в семье крестьянина. Русский.
Окончил 5 классов неполной средней школы и школу ФЗУ. Работал на обувной фабрике.
В Красной Армии с 15 августа 1935 года. Окончил 7-ю Сталинградскую военную авиационную школу лётчиков. Служил в Ленинградском военном округе. Участник советско-финской войны 1939—1940 годов. Член ВКП(б) с 1939 года.
Участник Великой Отечественной войны с самого её начала. 23 июля 1941 года на подступах к Ленинграду на И-16 протаранил вражеский разведчик Hs-126 и произвёл посадку на повреждённом самолёте. К 13 августа 1941 года Алексей Сторожаков совершил 152 боевых вылета, в 25 воздушных боях сбил лично 8 и в группе — 3 самолёта противника.
10 сентября 1941 года в районе станции Мариенбург Ленинградской области вступил в бой с девятью истребителями Me-109. Будучи тяжело раненным, направил горящий самолёт в колонну вражеских бронетранспортёров и при этом погиб.
Имеется архивный документ:

Заместитель командира эскадрильи, он же штурман, 154-го истребительного авиационного полка старший лейтенант Сторожаков Алексей Николаевич при сопровождении самолётов СБ на Красное Село города Ленинграда погиб в воздушном бою против германского фашизма на территории, занятой противником, 10 Сентября 1941 года. Место погребения не установлено.
Останки лётчика были найдены в 1980-х годах следопытом Михаилом Марковым в Мариенбургском лесу, где он нашёл воронку, откуда были извлечены останки. Похоронен в двух километрах от деревни Корпиково в Гатчинском районе Ленинградской области. Позже на месте гибели Героя был установлен памятник, выполненный ленинградским архитектором А. Д. Левенковым.

## Награды
- Звание Героя Советского Союза за наземный таран посмертно присвоено 16 января 1942 года.
- Награждён орденом Ленина и двумя орденами Красного Знамени.

## Память
- На месте гибели Героя Советского Союза А. Н. Сторожакова установлен памятник военным лётчикам[1].
- На родине, в селе Кагальник, в честь Героя названа улица.